# Baiankhongor
Baiankhongor (en mongol Баянхонгор) és una ciutat de Mongòlia, capital de la província de Baiankhongor i del districte (o sum) homònim.
Està situada a 1.859 m sobre del nivell del mar i té una població de 26.252 habitants (2006).
| # | Nom del bag            | Ciríl·lic mongol | Població (2006) | Superfície (km²) | Densitat (/km²) |
| - | ---------------------- | ---------------- | --------------- | ---------------- | --------------- |
| 1 | Nomgon                 | Номгон           | 3.426           | 10               | 343             |
| 2 | Erdenemandal           | Эрдэнэмандал     | 2.309           | 12               | 192             |
| 3 | Duursakh               | Дуурсах          | 2.753           | 10               | 275             |
| 4 | Ugalz                  | Угалз            | 4.066           | 11               | 370             |
| 5 | Tsagaan txuluut        | Цагаан чулуут    | 3.441           | 10               | 344             |
| 6 | Guegueen xavi          | Гэгээн шавь      | 2.757           | 11               | 251             |
| 7 | Tsakhir                | Цахир            | 6.392           | 7                | 913             |
|   | Ciutat de Baiankhongor |                  | 25.144          | 71*              | 354             |
| 8 | Xargaljuut**           | Шаргалжуут       | 1.444           | ...              | ...             |

* Les dades sobre la superfície de l'àrea urbana no són significatives.
** Xargaljuut és un assentament de tipus urbà dins el districte de Baiankhongor. Està situat a 54 km al NE de la ciutat de Baiankhongor.